# Conepatus chinga
Conepatus chinga (Свинорилий скунс Моліни) — вид ссавців родини Скунсових.

## Поширення, поведінка
Країни проживання: Аргентина, Болівія, Бразилія, Чилі, Парагвай, Перу, Уругвай. Здається, харчуються поодинці в нічний час у відкритих саванах і в посушливих та чагарникових зонах. Полюють на членистоногих (в основному жуків і павуків), на яйця та пташенят, а іноді й дрібних ссавців. Ці скунсові морфологічно та поведінково адаптований до харчування наземною та підземною фауною, особливо безхребетними. Під час періодів відпочинку, він воліє бути на самоті, у чагарникових лісах і ділянках скелястих схилів. 